# Tetiïv
Tetiïv (en ukrainien : Тетіїв) est une ville de l'oblast de Kiev, en Ukraine, et le centre administratif du raïon de Tetiïv. Sa population s'élevait à 13 329 habitants en 2013.

## Géographie
Tetiïv est située à 132 km au sud-ouest de Kiev.

## Histoire
La plus ancienne mention de la localité remonte à l'année 1185, sous le nom de Tymochnia (en ukrainien : Тимошня). En 1240, Tetiïv fut complètement détruit par les Tatars. En 1606, des privilèges urbains lui furent accordés (droit de Magdebourg). Les habitants de Tetiïv prirent une part active à la guerre de libération de 1648-1654, notamment dans les rangs du régiment de Bila Tserkva qui libéra Tetiïv en 1648. Au cours d'un raid en Volhynie, les troupes de Bohdan Khmelnytsky traversèrent Tetiïv. En 1768, les habitants participèrent à la révolte des haïdamaks contre la noblesse polonaise. Mais après sa répression par les troupes russes, sur l'ordre de Catherine II de Russie, les Polonais exécutèrent de nombreux habitants de Tetiïv. En 1793, Tetiïv fut rattachée avec l'Ukraine de la rive droite à la Russie. En 1853, Tetiïv comptait une brasserie et des briqueteries et sa population s'élevait à 4 488 habitants. La population de Tetiïv participa aux grèves de 1905, à la Première Guerre mondiale, puis à la formation des institutions ukrainiennes en 1917. Au cours du printemps et de l'été 1919 puis à nouveau en mars 1920, les Juifs de la ville furent victimes de pogroms. En février 1920, des communistes furent massacrés avant le retour en mai de l'Armée rouge. Au début de 1921, alors que la plupart des entreprises étaient détruites, les magasins pillés et que le typhus et le choléra sévissaient, Tetiïv n'avait plus que 5 975 habitants, soit presque deux fois moins qu'en 1916. Pendant la Seconde Guerre mondiale, Tetiïv fut occupée par l'Allemagne nazie du 17 juillet 1941 au 3 janvier 1944. Plus de 3 300 habitants de Tetiïv périrent dans les combats. Tetiïv reçut le statut de commune urbaine en 1965 puis celui de ville en 1968.

## Population
Recensements (*) ou estimations de la population :
| 1853  | 1921  | 1939  | 1959* | 1970*  | 1979*  |
| ----- | ----- | ----- | ----- | ------ | ------ |
| 4 488 | 5 975 | 8 000 | 7 523 | 10 368 | 12 575 |

| 1989*  | 2001*  | 2010   | 2011   | 2012   | 2013   |
| ------ | ------ | ------ | ------ | ------ | ------ |
| 14 605 | 14 944 | 13 292 | 13 235 | 13 312 | 13 329 |

## Transports
Tetiiv se trouve à 258 km de Kiev par le chemin de fer et à 146 km par la route.